# Chiến khu Ba Đình
Chiến khu Ba Đình là một di tích lịch sử được xếp hạng quốc gia ở Việt Nam, nằm trên địa bàn xã Ba Đình, nằm cách huyện lỵ huyện Nga Sơn, Thanh Hóa khoảng 3 km về phía Tây Bắc. Nơi đây là căn cứ chính của cuộc khởi nghĩa Ba Đình chống Pháp cuối thế kỷ XIX, do Đinh Công Tráng, Phạm Bành và Hoàng Bật Đạt lãnh đạo.

## Khái quát
Nơi đây nguyên xưa là một vùng trũng ngập nước, bùn lầy của 3 làng: làng Mậu (Mậu Thịnh), làng Thượng (Thượng Thọ), làng Mỹ Khê. Mỗi làng đều có một ngôi đình riêng, từ đình làng này có thể nhìn thấy đình của hai làng kia. Ngoài ra, 3 làng còn có chung một ngôi nghè thờ tự ở làng Mỹ Khê, gọi là Tam Đình.
Tháng 7 năm 1885, sau khi kinh thành Huế thất thủ, Tôn Thất Thuyết đưa vua Hàm Nghi lên chiến khu Tân Sở (Quảng Trị) ban dụ Cần Vương kêu gọi toàn dân kháng chiến chống Pháp. Tại Thanh Hóa, có các nghĩa sĩ như Đinh Công Tráng..., quan lại như Phạm Bành, Hoàng Bật Đạt... cùng nổi lên chiêu mộ nghĩa quân hưởng ứng. Mặc dù khởi sự độc lập, nhưng các cánh nghĩa quân đã tìm cách bắt liên lạc để cùng hội quan và phối hợp đánh trả quân Pháp. Tháng 3 năm 1886, các lãnh tụ phong trào Cần Vương ở Thanh Hóa tổ chức cuộc họp tại Đồng Biên (Bồng Trung nay thuộc xã Vĩnh Tâm, huyện Vĩnh Lộc, Thanh Hóa) bàn kế hoạch chống Pháp. Các thủ lĩnh nghĩa quân đã quyết định xây dựng một căn cứ chính ở vùng đồng bằng phía bắc Nga Sơn làm nơi bảo vệ cửa ngõ miền Trung và là bàn đạp tỏa ra đánh Pháp ở đồng bằng. Bên cạnh căn cứ chính, còn có các căn cứ hỗ trợ như căn cứ ở Quảng Hóa của Trần Xuân Soạn, ở Phi Lai của Cao Điển, ở Mã Cao của Hà Văn Mao... cùng liên kết thành hệ thống liên hoàn.

## Thành lũy
Việc xây dựng căn cứ chính được giao cho Phạm Bành, Đinh Công Tráng và Hoàng Bật Đạt. Căn cứ được chọn xây dựng trên vùng đồng lầy của cả 3 làng Mậu Thịnh, Thượng Thọ, Mỹ Khê. Mỗi làng xây dựng một đồn lớn, gồm Đồn Thượng ở đình Thượng Thọ, đồn Trung ở đình Mậu Thịnh, đồn Hạ ở đình Mỹ Khê. Ba đồn tạo thành thế ỷ dốc, hỗ trợ cho nhau khi bị tấn công và cũng có thể chiến đấu độc lập.
Bao quanh căn cứ là một lũy tre dày đặc và một hệ thống hào rộng, cắm đầy chông tre. Phía trong là một lớp thành đất cao 3m, chân rộng 8 đến 10m. Trên mặt thành, nghĩa quân đặt các rọ tre chứa đất nhào rơm xếp vững chắc có những khe hở làm lỗ châu mai sẵn sàng chiến đấu. Phía trong thành có hệ thống giao thông hào. Các hầm chiến đấu được xây dựng theo hình chữ "Chi" để hạn chế thương vong. Toàn bộ hệ thống thành lũy dài 1.200m, rộng 400m, nằm ngăn cách với xung quanh. Vào mùa mưa, khu căn cứ trở thành một hòn đảo nổi giữa cánh đồng nước mênh mông, tách biệt với các làng khác. Ngoài ra, các con sông Hoạt và sông Chính Đại, cũng trở thành những hào nước thiên nhiên, giúp tăng cường khả năng phòng thủ cho căn cứ.
Thời cao điểm, cuộc khởi nghĩa Ba Đình có lực lượng lên tới gần hai vạn người.

## Trận Ba Đình
Căn cứ Ba Đình nằm án ngữ trên tuyến giao thông quan trọng. Từ đây, nghĩa quân có thể tỏa đi các nơi, kiểm soát các tuyến giao thông quan trọng trong vùng, tổ chức phục kích các toán quân Pháp đi lại trên con đường Bắc-Nam... Chính vì vậy, mà quân Pháp rất quyết tâm đánh dẹp.
Ngày 21 tháng 1 năm 1887, đại tá Pháp Brissand thống lĩnh 76 sĩ quan và 3.500 quân tiến đánh Ba Đình trong mấy ngày liền. Quân Pháp bắn vào Ba Đình tới 16.000 quả đại bác chỉ trong 1 ngày trời, rồi cho tháo cống tiêu nước, phun dầu đốt lũy tre trước khi tấn công. Thành vỡ, nghĩa quân phải mở đường máu rút lui nhưng bị tổn thất nặng nề. Quân Pháp triệt hạ hoàn toàn 3 làng này để trả thù nghĩa quân.
Đinh Công Tráng chạy thoát về Nghệ An, nhưng bị lý trưởng làng Chính An mật báo cho quân Pháp đến bắt ông để lĩnh thưởng. Đinh Công Tráng trong khi chống cự lại, tìm cách trốn thoát vào rừng thì bị bắn chết.
Hoàng Bật Đạt tạm lánh về quê, rồi tìm đường sang Trung Quốc với tùy tướng là Lãnh binh Lê Văn Cộc, định củng cố lại lực lượng. Nhưng vì bị một thuộc hạ phản bội mật báo với Pháp, ông bị bắt ở Chi Nê (nay thuộc huyện Lạc Thủy, tỉnh Hòa Bình), đưa về giam ở nhà lao Thanh Hóa. Không chịu khuất, Hoàng Bật Đạt bị quân Pháp giết chết vào năm đó (1887, hưởng dương 50 tuổi), và đưa đầu về bêu ở quê ông, để uy hiếp những người chống lại họ.
Phạm Bành đưa nghĩa quân rút về căn cứ dự phòng ở Mã Cao (huyện Yên Định) ngay đêm 20 tháng 2 năm 1887, rồi lánh về quê. Nhưng sau để cứu mẹ già và con là Phạm Tiêu bị quân Pháp bắt làm con tin, ông đã ra đầu thú và uống thuốc độc tự tử ngay sau khi mẹ và con được thả ngày 18 tháng 3 năm Đinh Hợi (tức ngày 11 tháng 4 năm 1887) để tỏ rõ khí tiết của mình.